# ولودیمیر پولیویی
ولودیمیر پولیویی (انگلیسی: Volodymyr Polyovyi؛ زادهٔ ۲۸ ژوئیهٔ ۱۹۸۵) بازیکن فوتبال اهل اوکراین است.
از باشگاه‌هایی که در آن بازی کرده‌است می‌توان به باشگاه فوتبال متالورگ زاپروژیا، باشگاه فوتبال دنیپرو، باشگاه فوتبال آرسنال کی‌یف، باشگاه فوتبال متالورگ دونتسک، و باشگاه فوتبال دینامو کی‌یف اشاره کرد.
وی همچنین در تیم‌های ملی فوتبال Ukraine national under-17 football team و اوکراین بازی کرده‌است.